# 段安國
段安國（1963年—），台灣皮雕塑藝術家，現居於台灣新北市新店區。

## 簡介
段安國出生於臺北市，早年本是牛肉攤販，因為在30歲那年去世貿看花展，被展場中詹繆淼老師的人物皮塑感動，立志投入皮革雕塑創作，自行摸索鑽研技巧，在大都以人物為主題，去刻畫出不同面貌的人類情感，1994年時初試啼聲便受到第2屆台灣工藝設計競賽肯定，技藝日益增進，並透過對「人」的觀察，把形形色色的人性化作皮塑，在國際上獲得頗高評價，也被國立台灣工藝研究發展中心肯定，列定為工藝之家。

## 展演記錄
- 1995年　台北世貿國際設計展（ICSID）工藝區展出
- 1996年　10月於國立故宮博物院近代文物展示室“從傳統中創新特展”
- 1997年　應邀參加紐約、巴黎、拉脫維亞“中國春節牛年特展”
- 1998年　5月應文建會之邀於台北車站文化藝廊舉辦個展
- 2000年　應邀參加台北國際畫廊博覽會
- 2000年　應邀參加總統府美化空間總統藝廊龍年特展
- 2001年　LEDER2000 德國黑慕尼黑展
- 2002年　應邀文建會台灣當代工藝－澳洲、日本巡迴展
- 2003年　應邀參加德國、荷蘭及歐洲國際性皮革藝術巡迴展

## 得獎記錄
- 1994年　第2屆台灣工藝設計競賽入選
- 1994年　第49屆全省美展工藝部入選
- 1996年　第4屆台灣工藝設計競賽第一名
- 1996年　第5屆民族工藝獎其他類一等獎
- 1998年　第12回日本國際皮革藝術展大賞
- 1999年　美國國際皮革藝術展第一名
- 1999年　美國國際皮革藝術展立體雕塑第一名
- 1999年　美國國際皮革藝術展最受歡迎觀眾票選首獎
- 1999年　第24回日本工藝美術首賞名譽會長賞
- 2001年　第一屆家工藝獎美術獎二等獎
- 2004年　第24回日本革工藝展－日本革工業會首賞

## 資料來源
- 國立台灣工藝研究發展中心--段安國[永久]
- 台灣工藝生活美學概念館--段安國[永久]